# The Neon God: Part 1 - The Rise
The Neon God: Part 1 - The Rise é o álbum conceptual (11° de estúdio) da banda estadunidense de heavy metal W.A.S.P., lançado em 6 de abril de 2004. Conta sobre um menino órfão e abusado chamado Jesse, que acha que tem habilidade de ler e manipular as pessoas.

## Faixas
1. "Overture" – 3:33
2. "Why Am I Here" – :34
3. "Wishing Well" – 3:34
4. "Sister Sadie (And The Black Habits)" – 7:42
5. "The Rise" – 2:29
6. "Why Am I Nothing" – 0:58
7. "Asylum #9" – 6:19
8. "The Red Room Of The Rising Sun" – 4:41
9. "What I'll Never Find" – 6:02
10. "Someone To Love Me" – 0:51
11. "X.T.C. Riders" – 4:34
12. "Me & The Devil" – :53
13. "The Running Man" – 4:19
14. "Raging Storm" – 5:45